# Национальная художественная галерея «Рвесеро»
Национальная художественная галерея «Рвесеро» (руанда Ingoro y’Ubugeni n’Ubuhanzi ku Rwesero) открыта в 2006 году на холме Рвесеро в городе Ньянза, в здании дворца, построенного для короля Мутары III. Является одним из подразделений Института национальных музеев Руанды.
Ранее известна как Художественный музей «Рвесеро».

## О галерее
Основная тематика галереи — современное искусство. До 2009 года ежегодно выбиралась тема, по которой проводился конкурс, и побеждавшие в нём работы выкупались галереей, — таким образом создавался срез современного искусства Руанды.
Помимо работ руандийских художников, в музее экспонируются произведения представителей также и других стран Африки и мира.

## История
Спроектированное бельгийским архитектором Робертом Квинтетом здание дворца для короля Мутары III было построено в 1957—1958 годах, однако в 1959 году монарх скончался, так ни разу и не посетив построенную для него резиденцию. В дальнейшем в здании располагались различные государственные учреждения, включая Высокий суд и Верховный суд. Однако в начале XXI века здание было передано в ведение Института национальных музеев Руанды, который в 2006 году открыл здесь художественный музей.